# Canas (Apúlia)

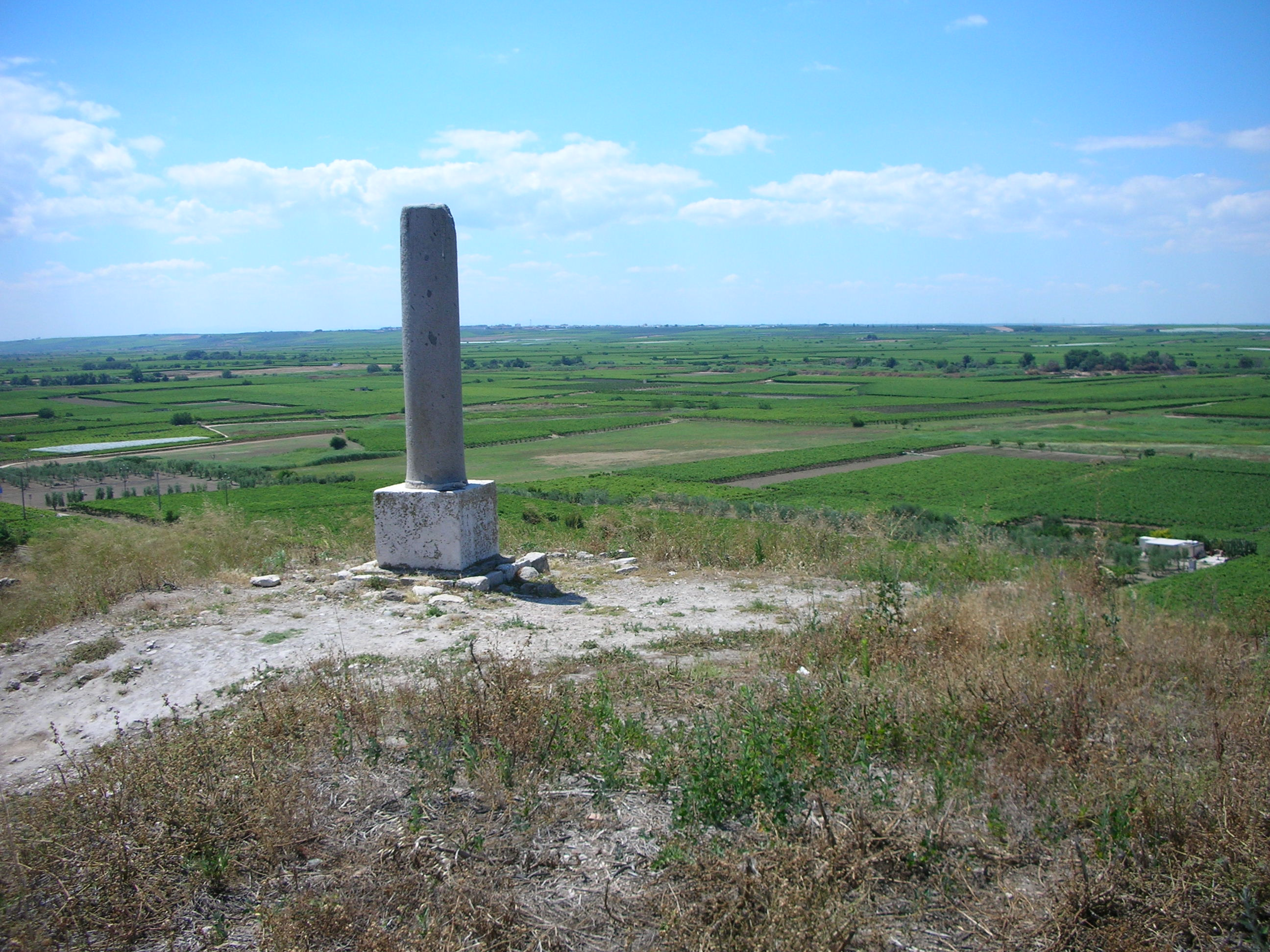
Monumento de Canas

Sítio arqueológico da cidade histórica de Canas

Canas (em latim: Canne ou Cannae) foi uma antiga cidade da Apúlia, situada a 54 m acima do nível do mar, localizada em uma colina na margem direita do Rio Ofanto, a 9 km do mar. Famosa pela Batalha de Canas, Canne della Battaglia (Barletta), onde se encontram restos arqueológicos de grande interesse. Na zona histórica foram encontrados os restos de uma vila (incluindo um menir) e de uma necrópole.

## História
Os primeiros registros de Canas datam no final da Idade da Pedra. Para apoiar esta tese, foram descobertos em 1938, perto da antiga cidade, cavernas do Neolítico, paredes de barro e estátuas, menires e megalítico, durante uma escavação arqueológica. Suas bordas são perfeitamente orientadas para o leste. O particular alinhamento da pedra megalítica deu origem a diversas considerações sobre a sua origem, entre as quais a importância na antiguidade pelas religiões solares, o trânsito de Diomedes, que teria utilizado enormes penedos como o menir como linha de fronteira relativamente a área e, finalmente, um monumento funerário. Entre 5000 a.C. e 4000 aC. a zona de Canas parece ter tido uma elevada densidade populacional, alimentada pela proximidade do rio Ofanto que permitia a pesca, a caça e o cultivo de numerosas espécies vegetativas. A substancial presença residencial é atestada pelas consideráveis quantidades de achados cerâmicos, na sua maioria impressos, encontrados na zona de Subofantine.